# Zbigniew Kruszyński (piłkarz)
Zbigniew Kruszyński (ur. 14 października 1960 w Tczewie) – polski piłkarz grający na pozycji pomocnika. W połowie lat siedemdziesiątych jeszcze jako junior trafił z Unii Tczew do Lechii Gdańsk, w której spędził dwa sezony. Wyjechał do Niemiec, gdzie grał w zespołach Hamburger SV, SC Concordia Hamburg, 1. FC Saarbrücken oraz FC 08 Homburg. W 1988 przeniósł się do Anglii, gdzie grał w zespołach Wimbledon F.C., Brentford F.C., Coventry City F.C., Peterborough United F.C., St Albans City F.C., Hayes F.C. oraz Kingstonian F.C. Na wyspach rozegrał 74 mecze w najwyższej klasie rozgrywkowej.
Największym sukcesem Zbigniewa Kruszyńskiego było zajęcie 3. miejsca w nieoficjalnych Mistrzostwach Europy U-18 w 1978.